# 968 Petunia
968 Petunia è un asteroide della fascia principale del diametro medio di circa 27,77 km. Scoperto nel 1921, presenta un'orbita caratterizzata da un semiasse maggiore pari a 2,8673778 UA e da un'eccentricità di 0,1355436, inclinata di 11,59232° rispetto all'eclittica.
Il suo nome fa riferimento al genere Petunia, che comprende piante fiorite usate spesso a scopo ornamentale.